# Illiasu Shilla
Illiasu Shilla Alhassan (Tamale, 1982. október 26. –) ghánai válogatott labdarúgó.

## Sikerei, díjai
- Asante Kotoko 
  - Ghánai bajnok: 2005